# Дятлові
Дятлові (Picidae) — родина птахів, ряду дятлоподібних. Родина включає близько 30 родів та понад 220 видів. Представники родини знайдені по всьому світу, за винятком Австралазії, Мадагаскара і екстремальних полярних регіонів. Майже усі види є осілими або кочовими. Більшість видів живуть у лісах або лісистій місцевості, хоча декілька видів живуть у степу і напівпустелях. Літають неохоче та, як правило, на невеликі відстані. Мешкають зазвичай поодинці.

## Систематика
Родина Дятлові (Picidae)
- Підродина: Jynginae
  - Рід: Jynx — крутиголовка
- Підродина: Picumninae
  - Рід: Picumnus — добаш
  - Рід: Verreauxia
  - Рід: Sasia — жовтоногий добаш
- Підродина: Nesoctitinae
  - Рід Nesoctites — антильський добаш
- Підродина: Picinae
  - Триба: Hemicircini
    - Рід: Hemicircus — дятел-куцохвіст

  - Триба: Picini
    - Рід: Micropternus — руда ятла
    - Рід: Picus — жовна
    - Рід: Mulleripicus — торомба
    - Рід: Dryocopus — чорна жовна[1]
    - Рід: Celeus — ятла
    - Рід: Piculus — дятел-смугань
    - Рід: Colaptes — декол

  - Триба: Dendropicini
    - Рід: Melanerpes — гіла
    - Рід: Sphyrapicus — дятел-смоктун
    - Рід: Xiphidiopicus — кубинський дятел
    - Рід: Dendropicos — савановий дятел
    - Рід: Mesopicos
    - Рід: Dendrocopos — дятел
    - Рід: Picoides — трипалий дятел
    - Рід: Veniliornis — дзьоган

  - Триба: Malarpicini
    - Рід: Campethera — дятлик
    - Рід: Geocolaptes — сіроголовий дятел
    - Рід: Dinopium — дзьобак
    - Рід: Meiglyptes — дятел-коротун

  - Триба: Megapicini
    - Рід: Campephilus
    - Рід: Chrysocolaptes — султанський дзьобак
    - Рід: Reinwardtipicus
    - Рід: Blythipicus — древняк
    - Рід: Gecinulus — дзекіль
    - Рід: Sapheopipo